# DMPK基因
肌强直蛋白-蛋白激酶(MT-PK)又叫肌紧张营养不良蛋白激酶(MDPK)或营养不良肌紧张蛋白激酶(DMPK)，在人体是一种由DMPK基因编码的酶。
dmpk基因的产物是一种与MRCK p21-激活的激酶和Rho激酶家族同源的丝氨酸、苏氨酸蛋白激酶。用检测DMPK特异亚型的抗体获得的数据表明DMPK大多数丰富的亚型是几乎仅仅在平滑肌、骨骼肌和心肌表达的80-kDa蛋白。